# 性能監視
ネットワークなどのパフォーマンスに関して、各監視場所から定期的に監視すること。
応答時間の測定、問題発生時の警告、負荷の状況などを事前に察知することができる。
インストール型のソフトウェア、設置のみのアプライアンスなど監視対象やノード数に応じて最適なツールを導入することで、様々なネットワークの停止を防ぐことが可能。
従来は死活監視と言われる、停止しているか否か判断する監視が主流だったが昨今におけるインターネットの普及において止めないことが重要視されるようになり、次世代のネットワーク監視として負荷の状況、応答時間（レスポンス）や問題発生時の即時対応等が求められるようになった。
| スタブアイコン | サブスタブ | この項目は、まだ閲覧者の調べものの参照としては役立たない、コンピュータに関連した書きかけの項目です。この項目を加筆・訂正などしてくださる協力者を求めています（P:コンピュータ）。 |